# Uromys
Uromys — рід гризунів, поширених у Меланезії та Австралії. У роду є одинадцять видів, останній описаний у 2017 році.

## Опис
Ці гризуни досягають довжини тулуба від 20 до 34 сантиметрів, плюс хвіст довжиною від 23 до 38 сантиметрів. Вага від 350 до 1020 г. Шерсть у них коротка і зазвичай шорстка, колір зверху варіюється від сірого до різних відтінків коричневого до чорнуватого, нижня сторона білувата чи сіра. На відміну від більшості інших мишей Старого Світу, луска хвоста з надзвичайно рідкісним волоссям розташована у формі мозаїки. У деяких видів хвіст повністю чорний, у інших білий або жовтий на кінчику.

## Спосіб життя
Більшість видів добре лазять і живуть на деревах. Хоча їхній хвіст не розвинений як чіпкий хвіст, вони можуть обертати його навколо гілок, де він забезпечує хороше зчеплення завдяки особливому розташуванню лусочок. Три види, Uromys neobritannicus, Uromys imperator, Uromys porculus, є мешканцями ґрунту. Будують гнізда в дуплах дерев. Їхній раціон складається з горіхів, фруктів і квітів.
Переслідування інтродукованими котами та іншими тваринами, а також руйнування середовища існування становлять загрозу для роду. П'ять з одинадцяти видів, можливо, вже вимерли та перебувають під критичною загрозою згідно з МСОП. За даними МСОП, лише два види не є під загрозою зникнення.

## Види
- Uromys anak Thomas, 1907
- Uromys boeadii Groves & Flannery, 1994
- Uromys caudimaculatus Krefft, 1867
- Uromys emmae Groves & Flannery, 1994
- Uromys hadrourus Winter, 1983
- Uromys imperator Thomas, 1888
- Uromys neobritannicus Tate & Archbold, 1935
- Uromys porculus Thomas, 1904
- Uromys rex Thomas, 1888
- Uromys siebersi Thomas, 1923
- Uromys vika Lavery & Judge, 2017[3]